# Lulkowo (gromada)
Lulkowo (od 31 XII 1961 Łysomice) – dawna gromada, czyli najmniejsza jednostka podziału terytorialnego Polskiej Rzeczypospolitej Ludowej w latach 1954–1972.
Gromady, z gromadzkimi radami narodowymi (GRN) jako organami władzy najniższego stopnia na wsi, funkcjonowały od reformy reorganizującej administrację wiejską przeprowadzonej jesienią 1954 do momentu ich zniesienia z dniem 1 stycznia 1973, tym samym wypierając organizację gminną w latach 1954–1972.
Gromadę Lulkowo z siedzibą GRN w Lulkowie utworzono – jako jedną z 8759 gromad na obszarze Polski – w powiecie toruńskim w woj. bydgoskim, na mocy uchwały nr 24/14 WRN w Bydgoszczy z dnia 5 października 1954. W skład jednostki weszły obszary dotychczasowych gromad Lulkowo, Łysomice, Piwnice i Różankowo, ponadto główna część obszaru dotychczasowej gromady Papowo Toruńskie (bez miejscowości Koniczynka) oraz wieś Świerczyny z dotychczasowej gromady Świerczyny ze zniesionej gminy Lulkowo w tymże powiecie. Dla gromady ustalono 23 członków gromadzkiej rady narodowej.
31 grudnia 1961 gromadę Lulkowo zniesiono przez przeniesienie siedziby GRN z Lulkowa do Łysomic i zmianę nazwy jednostki na gromada Łysomice.